# 拉爾達爾
拉爾達爾（挪威語：Lardal）是挪威西福爾郡的一個已撤销的市镇。
2018年1月1日拉爾達爾并入拉尔维克市镇。